# American Association of Geographers
Die American Association of Geographers (AAG; bis 2016 Association of American Geographers) ist eine Non-profit-Organisation für Geographie und Geographen in den USA. Sie sind in Wissenschaft und Bildung aktiv und haben rund 10.000 Mitgliedern (2013) aus über 60 Ländern und aus dem privaten Sektor, von staatlichen Organisationen und aus dem akademischen Bereich. Sie wurde 1904 auf Vorschlag von William Morris Davis, der auch der erste Präsident war, in Philadelphia gegründet und hat ihren Sitz in Washington, D.C.
Daneben gibt es in den USA noch die 1851 gegründete American Geographical Society (AGS) in New York City (mit hohen wissenschaftlichen Standards, aber auch publikumsorientiert und bekannt für die Förderung von Expeditionen) und die 1888 gegründete National Geographic Society (NGS), Herausgeber des populären National Geographic Magazine. Im Gegensatz zu diesen Organisationen war die AAG 1904 als Berufsgenossenschaft von professionellen Geographen gegründet worden und stand Laien nicht offen, sondern nur Wissenschaftlern, so dass sie 1941 nur 167 Mitglieder hatten. Das änderte sich mit dem Eintritt der Vereinigten Staaten in den Zweiten Weltkrieg, in dessen Folge viele neue Stellen für Geographen entstanden, besonders beim Militär und in Regierungsbehörden. Hinzu kamen viele Schullehrer. Da die AAG nur akademische Mitglieder aufnahm, gründeten sie die schon bald wesentlich mitgliederstärkere American Society of Professional Geographers (ASPG) in Washington, D.C., die sich aber 1948 mit der AAG vereinigte. Damals hatte sie 1300 Mitglieder, Mitte der 1970er Jahre schon 7000. Sie ist die primäre nationale Berufsorganisation für Geographen.
Die Gesellschaft gibt mehrere Zeitschriften heraus: Annals of the Association of American Geographers (die ursprüngliche, stark akademisch-wissenschaftliche Zeitschrift der AAG), The Professional Geographer (ursprünglich von der ASPG), beide mit Peer-Review, der AAG Review of Books und die Online-Mitgliederzeitschrift AAG Newsletter. Außerdem veranstaltet sie Tagungen, regionale Treffen und ein jährliches Treffen im Februar, März oder April mit tausenden von Teilnehmern und vergeben Stipendien und Preise. Die Gesellschaft hat rund 60 Untergruppen, regional und nach Themengebiet (zum Beispiel Klima, Geomorphologie, Biogeographie, Kryosphäre, Gebirgsgeographie, Kultur- und Wirtschaftsgeographie, Umwelt, Bevölkerung).
Sie kooperiert mit dem National Council for Geographic Education dem United States Geological Survey und den National Institutes of Health.

## Liste der Präsidenten
| - William Morris Davis (1904–1906) - Cyrus C. Adams (1906–1907) - Angelo Heilprin (1907)† - Grove Karl Gilbert (1908–1909) - William Morris Davis (1909–1910) - Henry C. Cowles (1910–1911) - Ralph Stockman Tarr (1911–1912) - Rollin D. Salisbury (1912–1913) - Henry G. Bryant (1913–1914) - Albert Perry Brigham (1914–1915) - Richard E. Dodge (1915–1916) - Mark Jefferson (1916–1917) - Robert DeC. Ward (1917–1918) - Nevin M. Fenneman (1918–1919) - Charles R. Dryer (1919–1920) - Herbert E. Gregory (1920–1921) - Ellen Churchill Semple (1921–1922) - Harlan H. Barrows (1922–1923) - Ellsworth Huntington (1923–1924) - Curtis F. Marbut (1924–1925) - Ray H. Whitbeck (1925–1926) - John Paul Goode (1926–1927) - Marius R. Campbell (1927–1928) - Douglas W. Johnson (1928–1929) - Lawrence Martin (1929–1930) - Almon E. Parkins (1930–1931) - Isaiah Bowman (1931–1932) - Oliver E. Baker (1932–1933) - François E. Matthes (1933–1934) - Wallace Walter Atwood (1934–1935) - Charles C. Colby (1935–1936) | - William Herbert Hobbs (1936–1937) - W. L. G. Joerg (1937–1938) - Vernor C. Finch (1938–1939) - Claude H. Birdseye (1939–1940) - Carl O. Sauer (1940–1941) - Griffith Taylor (1941–1942) - J. Russell Smith (1942–1943) - Hugh H. Bennett (1943–1944) - Derwent Whittlesey (1944–1945) - Robert S. Platt (1945–1946) - John Kirtland Wright (1946–1947) - Charles F. Brooks (1947–1948) - Richard J. Russell (1948–1949) - Richard Hartshorne (1949–1950) - G. Donald Hudson (1950–1951) - Preston Everett James (1951–1952) - Glenn Thomas Trewartha (1952–1953) - J. Russell Whitaker (1953–1954) - Joseph A. Russell (1954–1955) - Louis O. Quam (1955–1956) - Clarence F. Jones (1956–1957) - Chauncy Harris (1957–1958) - Lester E. Klimm (1958–1959) - Paul Siple (1959–1960) - Jan O. M. Broek (1960–1961) - Gilbert F. White (1961–1962) - Arch C. Gerlach (1962–1963) - Arthur H. Robinson (1963–1964) - Edward B. Espenshade, Jr. (1964–1965) - Meredith F. Burrill (1965–1966) - Walter M. Kollmorgen (1966–1967) | - Clyde F. Kohn (1967–1968) - John R. Borchert (1968–1969) - J. Ross Mackay (1969–1970) - Norton S. Ginsburg (1970–1971) - Edward J. Taaffe (1971–1972) - Wilbur Zelinsky (1972–1973) - Julian Wolpert (1973–1974) - James J. Parsons (1974–1975) - Marvin W. Mikesell (1975–1976) - Harold M. Rose (1976–1977) - Melvin G. Marcus (1977–1978) - Brian Berry (1978–1979) - John Fraser Hart (1979–1980) - Nicholas Helburn (1980–1981) - Richard Morrill (1981–1982) - John S. Adams (1982–1983) - Peirce F. Lewis (1983–1984) - Risa Palm (1984–1985) - Ronald F. Abler (1985–1986) - George J. Demko (1986–1987) - Terry G. Jordan (1987–1988) - David Ward (1988–1989) - Saul B. Cohen (1989–1990) - Susan Hanson (1990–1991) - John R. Mather (1991–1992) - Thomas J. Wilbanks (1992–1993) - Robert W. Kates (1993–1994) - Stephen S. Birdsall (1994–1995) - Judy M. Olson (1995–1996) - Lawrence A. Brown (1996–1997) - Patricia Gober (1997–1998) | - William L. Graf (1998–1999) - Reginald Golledge (1999–2000) - Susan L. Cutter (2000–2001) - Janice J. Monk (2001–2002) - Duane Nellis (2002–2003) - Alexander B. Murphy (2003–2004) - Victoria A. Lawson (2004–2005) - Richard A. Marston (2005–2006) - Kavita Pandit (2006–2007) - Thomas J. Baerwald (2007–2008) - John A. Agnew (2008–2009) - Carol P. Harden (2009–2010) - Kenneth E. Foote (2010–2011) - Audrey Kobayashi (2011–2012) - Eric Sheppard (2012–2013) - Julie Winkler (2013–2014) - Mona Domosh (2014–2015) - Sarah Bednarz (2015–2016) - Glen M. MacDonald (2016–2017) - Derek H. Alderman (2017–2018) - Sheryl Luzzadder-Beach (2018–2019) - David H. Kaplan (2019–2020) - Amy Lobben (2020–2021) - Emily T. Yeh (2021–2022) - Marilyn N. Raphael (2022–2023) - Rebecca Lave (2023–2024) - Patricia Ehrkamp (2024–2025) - William G. Moseley (2025–2026) |

†verstarb während der Amtszeit